# Aldo Di Loreto
Aldo Di Loreto (Barrea, 9 novembre 1910 – Villetta Barrea, 12 novembre 1943) è stato un partigiano e medico italiano, decorato con la Medaglia d'oro al valor militare alla memoria nel corso della seconda guerra mondiale.

## Biografia
Nacque a Barrea, provincia dell'Aquila, il 9 novembre 1910.
Dopo aver conseguito la laurea in medicina e chirurgia presso l'università di Napoli nel 1935, nel febbraio dell'anno successivo fu ammesso a frequentare la Scuola di Sanità Militare a Firenze e nel mese di agosto ottenne la nomina a sottotenente medico. Assegnato al 2º Reggimento del genio, un mese dopo partì volontario per Africa Orientale dove, una volta arrivato fu destinato in servizio al I Battaglione del 10º Reggimento "Granatieri di Savoia". Con lo stesso battaglione prestò a Shangai, in Estremo Oriente rimpatriando alla fine del 1938 per essere posto in congedo. Richiamato in servizio attivo nell'ottobre 1939 e messo a disposizione della Regia Aeronautica entrò in servizio permanente effettivo con il grado di tenente divenendo addetto, in qualità di specialista odontoiatra, nei gabinetti dentistici degli aeroporti di Furbara e di Centocelle. Trasferito in Africa Settentrionale Italiana nel giugno 1941, rimpatriò dopo un anno di guerra a causa di malattia, riprendendo servizio nel settembre 1942 presso l'aeroporto di Centocelle. Promosso capitano nel marzo 1943, si trovava in licenza di convalescenza presso la famiglia allorché venne dichiarato l'armistizio di Cassibile. Decise subito di impegnarsi contro i tedeschi e si diede ad organizzare una formazione partigiana nell'Aquilano. Catturato dagli occupanti durante una delle tante azioni, fu condannato a morte e fucilato il 12 novembre 1943. Per onorarne il coraggio fu decorato con la medaglia d'oro al valor militare alla memoria.